# Los Charanes
Los Charanes es un caserío peruano ubicado en el distrito de San Juan de Bigote, en la provincia de Morropón del departamento de Piura, al norte del Perú. 

## Demografía
En 2017 Los Charanes tenía una población de 53 habitantes según el INEI.
| Gráfica de evolución demográfica de Los Charanes entre 1993 y 2017 |
|                                                                    |
| Fuentes: Población 1993 y 2017                                     |